# Dégagnazès
Ancienne commune du Lot, la commune de Dégagnazès a été supprimée en 1821. Son territoire a été partagé entre cinq communes avoisinantes : Lavercantière, Peyrilles, Rampoux, Thédirac et Uzech.

## Lieux et monuments
- Église Notre-Dame-de-la-Compassion du Dégagnazès (XIe siècle, XIIe siècle), déclarée monument historique par arrêté le 10 juin 1926. Chaque année, le dernier dimanche du mois d'août s'y déroule un pèlerinage à côté de la statue de Notre-Dame de la Compassion (XVIe)
- Lavoir

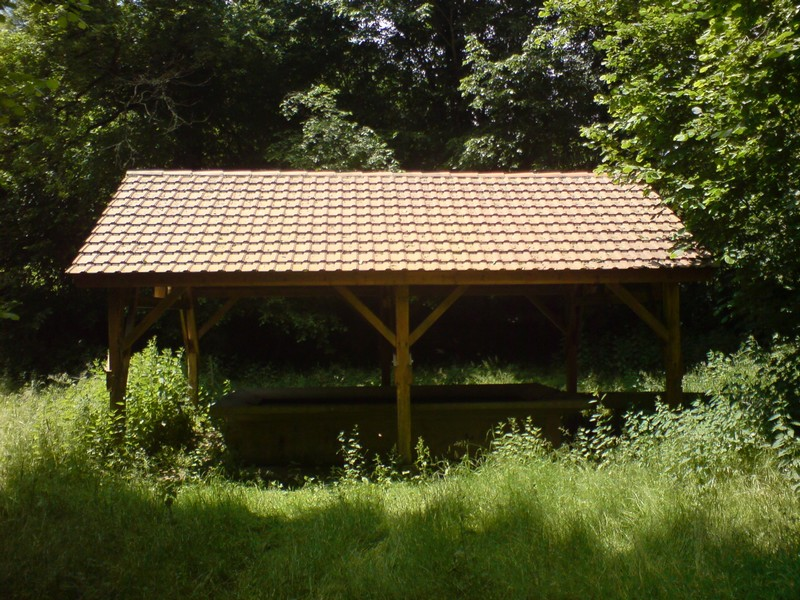
Le lavoir du Dégagnazès
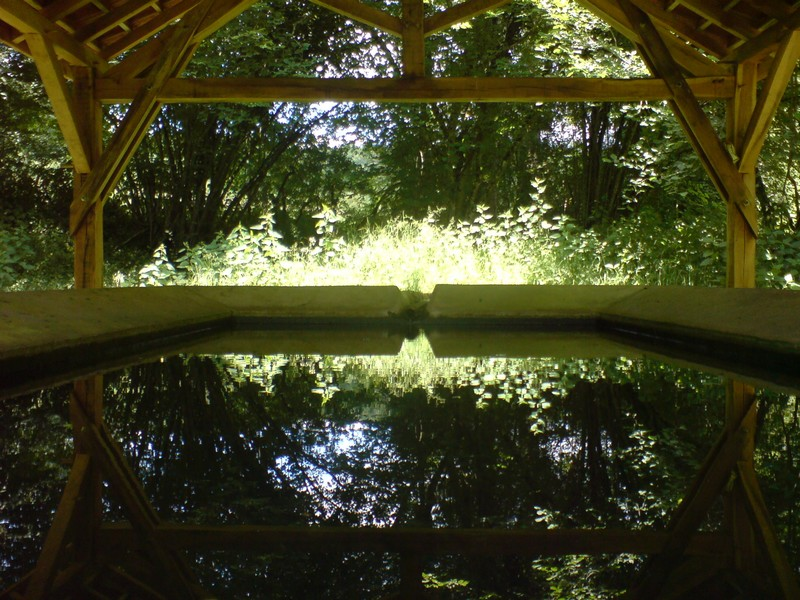
Le lavoir du Dégagnazès
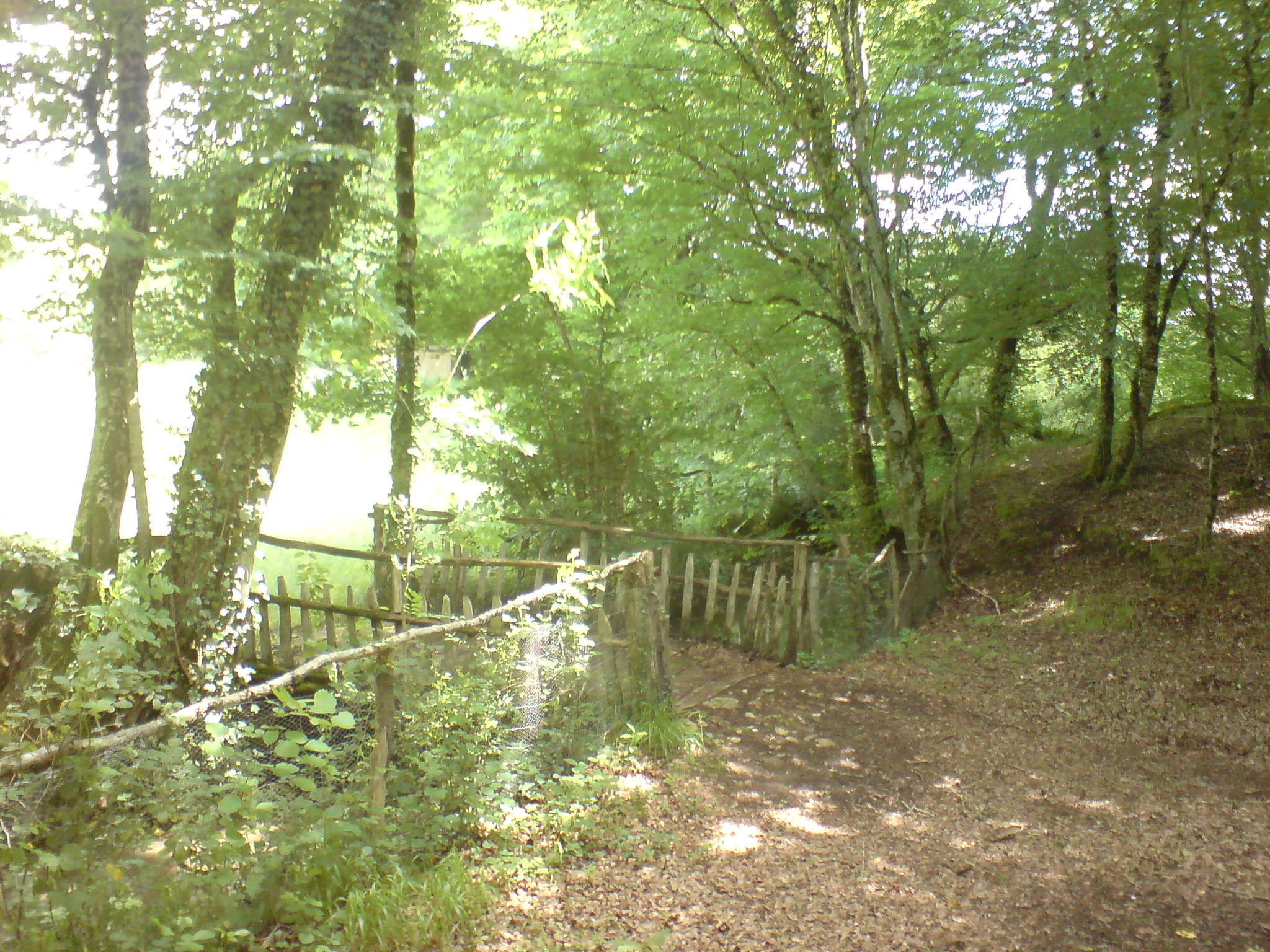
Forêt
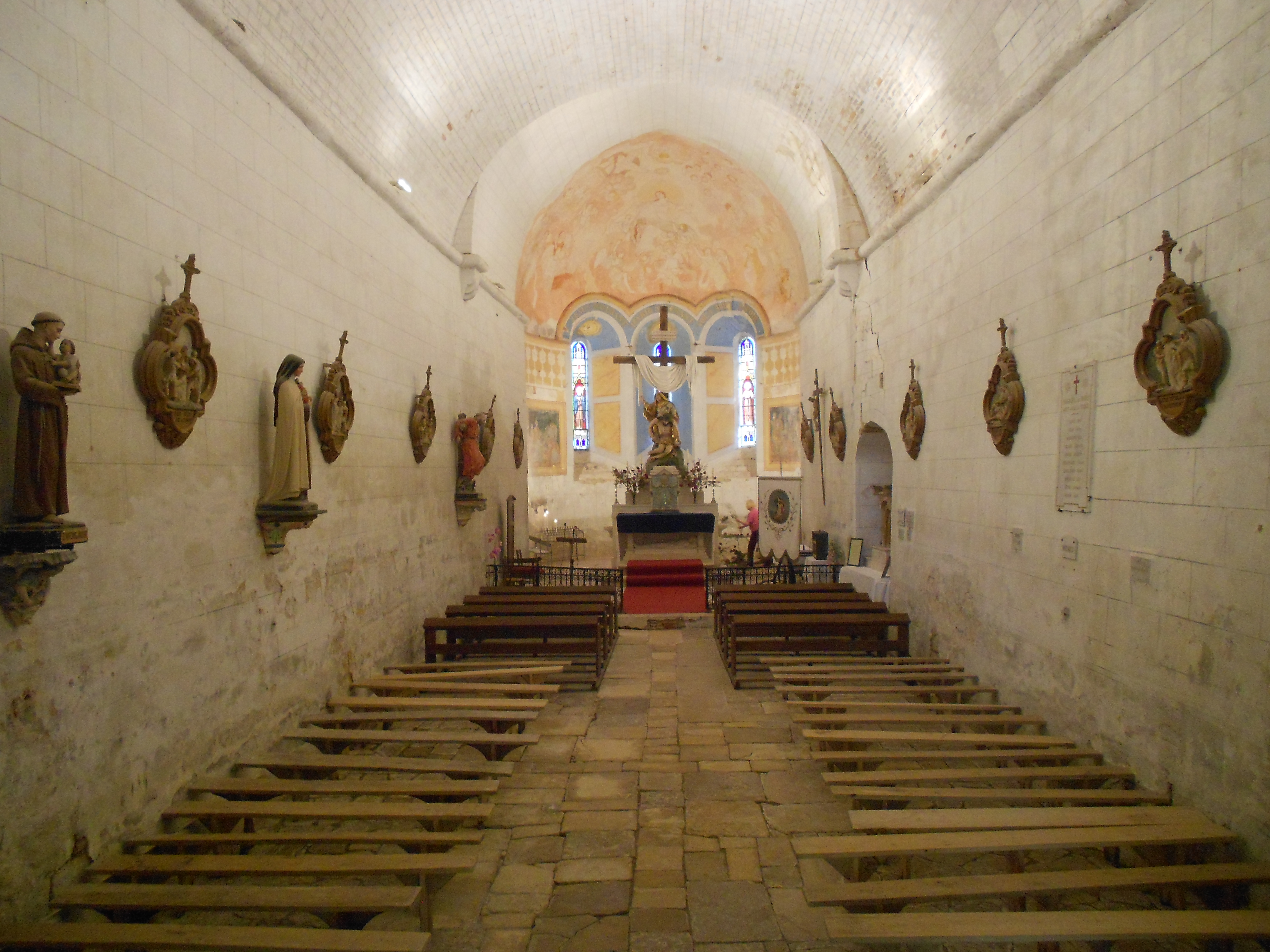
Intérieur de l'Église

## Vie associative
Le comité des fêtes du Dégagnazès s'occupe principalement de la foire champêtre aux melons et aux ânes du 9 septembre. Une fois par an les deux comités des fêtes de Peyrilles traitent ensemble pour organiser le feu de la Saint-Jean. Dans les deux comités les aubades se pratiquent